# Фудра, Теодор де
Теодор де Фудра (фр. Théodore de Foudras; 29 октября 1800, Фалькенберг — 9 июля 1872, Шалон-сюр-Сон) — французский писатель, считающийся создателем нового поджанра во французской литературе — охотничьего романа.

## Биография
Теодор де Фудра родился в знатной семье, имел титул маркиза. Свой путь в литературе начал как поэт, выступив с рядом поэтических сборников: «Fables et apologues» (1839); «Echos de l’âme» (1841); «Chants pour tous» (1842), a затем перешёл к сочинению романов для легитимистских журналов, сюжеты которых большей частью были заимствованы из летописей «доброго старого времени» или из великосветской жизни. Прославился как плодовитый писатель — так, в 1852 году им выпущено около 30 томов. Его произведения из жизни аристократии оценивались французскими критиками XIX века как довольно удачные, стихи же считались произведениями сомнительных достоинств.
После продажи фамильного замка Деминьи жил в Париже и Мулине и тогда же начал писать романы об охоте и статьи по теме охоты и охотничьих собак в журналы соответствующей тематики. Последние годы жизни провёл в Шалоне, за несколько лет до смерти ослеп.
Наиболее известные романы: «Le décameron des bonnes gens» (1843); «Les Gentilshommes d’autrefois» (1844); «Suzanne d’Estonvile» (1845); «Madame de Miremont»; «Les chevaliers du lansquenet» (1847); «Les viveurs d’autrefois» (1848); «Le capitiane de Beauvoisis» (1849); «Un caprice de grande dame» (1850); «Louis de Gourdon» (1850); «Diane et Venus» (1852); «Un grand comédien» (1853); «Un drame de famille» (1854); «Les Vautours de Paris» (1855); «Les veillées de Saint Hubert» (1856); «La comtesse Alvinzi» (1857); «Deux filles à marier» (1858); «Les deux couronnes» (1859); «La venerie contemporaine» (1861—64); «Misères dorées» (1861—64); «Le lieutenant Trompe la Mort» (1871).